# Welcome to My Life
„Welcome to My Life” (ang. Witaj w moim życiu) – ballada pop rockowa kanadyjskiej grupy Simple Plan, wydana jako pierwszy singel z ich drugiej płyty Still Not Getting Any….

## Lista utworów
1. „Welcome to My Life”
2. „Willkommen in meinem Leben” (wersja niemiecka)
3. „Welcome to My Life” (wersja akustyczna)
4. „Welcome to My Life” (wideo)